# 倫敦獨立運動

大倫敦在英國脫歐公投按地區劃分的選舉結果地圖
脫歐
留歐

倫敦獨立，指追求大倫敦脫離英國而建立獨立城邦國家的分離主義運動。這個想法在2016年英國脫歐公投后開始受到關注。尽管脱欧派在脱欧公投中取得胜利，但是大伦敦地区的投票结果显示59.9%的选民反对脱欧。

## 運動
倫敦在英國的地位問題已經辯論了多年，一直有人呼籲增加自治權。支持者經常指出大倫敦的人口超過800萬人，其經濟規模，全球角色，人口多元化及其所面對的挑戰遠高於英格蘭其他地區，因此它應擁有更高的自治權。在2014年蘇格蘭獨立公投期間，讓倫敦成為獨立城邦國家的想法重新浮出水面。
英國在2016年舉行英國脫歐公投後，開始有更多人爭取倫敦有更多自治權甚至完全主權。在該公投中，儘管英國整體的投票結果決定離開歐盟（投票決定離開歐盟的比例近52%），倫敦的大多數人仍投票支持英國留在歐盟（60%留歐）。這導致180,000名倫敦人在網上向倫敦市長簡世德請願，要求倫敦從英國獨立出來，以繼續留在歐盟。支持者指倫敦作為「全球城市」的地位及其人口和經濟規模與英國其他地區不同，並認為它應該成為一個基於新加坡模式的城邦，同時保持歐盟成員國的地位。
工党的利弗莫尔勋爵表示，伦敦独立「应该作為一个目标」，並指伦敦城邦的国内生产总值将是新加坡的两倍。记者托尼·特拉弗斯认为簡世德「完全有權告訴中央政府倫敦並沒有投票支持英國脫歐，且市政廳現在認為政府功能失調」。分析师凯文·多兰認為伦敦「不仅有可能成为独立国家，在20到30年内更是不可避免的」
脫歐公投後，倫敦南華克區工黨領袖彼得·約翰表示，倫敦應考慮其在英國和歐盟的未來為何。南華克區以72%的高比率贊成留在歐盟。約翰還說：“倫敦將成為歐盟第15大國家，比奧地利、丹麥和愛爾蘭都大，我們的價值觀與歐洲一致——放眼國際，對我們在世界上的地位充滿信心，因我們的多樣性而豐富，並與我們的合作夥伴加強合作，團結就是力量。”
托特納姆的工黨議員大衛·拉米在2017年3月的星期日標準報中寫道在硬脫歐或無協議脫歐的情況下他將會支持倫敦成為城邦國家。
倫敦獨立黨是一個註冊政黨，並在2021年5月倫敦議會選舉首次參選。該黨獲得了5,746票。

## 公眾意見
民意調查公司YouGov就倫敦人希望的憲法地位情況進行了兩次民意調查。
| 進行日期            | 調查機構/客戶                              | 樣本量 | 維持現狀 (倫敦議會) | 升格為國會 (Parliament) | 廢除議會 | 倫敦獨立 | 未決定 |
| ------------------- | ------------------------------------------ | ------ | ------------------- | ----------------------- | -------- | -------- | ------ |
| 2016年7月1日至6日   | YouGov/星期日標準報 （页面存档备份，存于） | 1,061  | 32%                 | 23%                     | 7%       | 11%      | 28%    |
| 2014年10月8日至13日 | YouGov/星期日標準報 （页面存档备份，存于） |        | 30%                 | 30%                     | 6%       | 5%       | 29%    |

Censuswide調查公司於2014年9月對2,001人進行的另一項調查發現，19.9%的倫敦人希望倫敦獨立，其中 25-34 歲的人群支持率最高。

## 批評
倫敦獨立運動被批評為不切實際。英國《金融時報》指「沒有哪個國家會開開心心地跟自己的首都揮手說再見」，並直指這個分離運動就是一場幻想。
倫敦政治經濟學院專門研究分裂運動的高級研究員詹姆斯·克爾-林賽博士在談到倫敦獨立時表示，「很難看到會有任何政府同意這樣的獨立公投」。他還補充，如果倫敦未經許可獨立將無法加入聯合國。